# Ганнущак Руслан Васильович
Русла́н Васи́льович Ганнуща́к (позивний «Остап» та «Фотограф») (14 квітня 1970 — 11 січня 2025) — український воєнний фотограф, оператор, документаліст, військовий репортер та військовослужбовець.

## Біографія
Руслан Ганущак — родом із Івано-Франківська, любив мандрувати, багато років професійно займався альпінізмом.
Автор кількох документальних фільмів, один із них під назвою «Україна. Майдан. Перезавантаження» присвячений подіям Революції Гідності, а також був одним із операторів-аматорів документального фільму Зима у вогні.
У січні 2014 року, коли знімав бої на Грушевського, Руслан був поранений у стегно внаслідок вибуху світлошумової гранати, до якої беркутівці прив'язували уламки каменю чи металу, перетворюючи їх на осколкові. Він також знімав розгін мирної ходи 18 лютого і штурм Майдану ввечері того ж дня, початок пожежі в Будинку профспілок тощо. Усі ці матеріали Руслан Ганнущак передав до Генпрокуратури і вони використовуються як докази під час досудового слідства і в судах щодо злочинів, вчинених під час Революції гідності. Сам Руслан також проходив як свідок у справах Майдану.
Як воєнний оператор розпочав свою діяльність у 2014 році, бувши бійцем батальйону «Азов». Він став одним із документалістів війни на Донбасі, фіксував злочини російських військовиків у Широкиному, Гранітному, Бердянському, Лебединському та Мар'їнці.
Його роботи, включно з фільмом про грузинських добровольців «Брат за брата», були представлені у США, Британії та інших країнах світу, привертаючи увагу до боротьби України за свободу.
У 2016 році Руслан Ганнущак зняв документальний фільм про війну на Донбасі «Два дні в Іловайську» — про те, з чого починався Іловайський котел.
З початку повномасштабного вторгнення Ганнущак як військовий кореспондент і оператор висвітлював бойові дії на Чернігівщині та Київщині, неодноразово потрапляв під обстріли. Також він став свідком ексгумації масових поховань після визволення північних регіонів України. Згодом приєднався до ЗСУ вже як солдат, був водієм Хамві одного із підрозділів ударних дронів у складі 92-ї механізованої бригади імені кошового отамана Івана Сірка. Брав участь у бойових діях на Курщині.
Відео, які знімав Руслан Ганнущак на війні, транслювали українські телеканали та іноземні медіа. Також він був гідом воєнного кореспондента «Los Angeles Times» Сергія Лойка.
У 2023 році в Івано-Франківську відбулася його фотовиставка «Дорогами війни». В експозиції — світлини зруйнованих міст України після повномасштабного вторгнення російських військ.
11 січня 2025 року загинув під час бойових дій у Курській області. 

У нього залишилися дружина Олександра й донька Ірина.

## Нагороди
- Орден «За заслуги» III ступеня (6 червня 2025) — за вагомий особистий внесок у розвиток вітчизняної журналістики та інформаційної сфери, мужність і самовідданість, виявлені під час висвітлення подій повномасштабного вторгнення Російської Федерації на територію України, багаторічну сумлінну працю[16].